# Schneider Jankó
Schneider Jankó, született Schneider János (Pécs, 1978 –) magyar bábművész.

## Életpályája
1998-tól 2000-ig a pécsi Bóbita Bábszínház tagja. 2004-ben végzett a Színház- és Filmművészeti Egyetem színész szak bábszínész tagozatán Meczner János és Csizmadia Tibor osztályában.
2004-ben alapító tagja a zalaegerszegi Griff Bábszínháznak, itt Kovács Géza igazgatása alatt, 2006-ig dolgozott. 2006-tól 2008-ig a Budapest Bábszínház tagja. 2008-ban alapító tagja a Hepp Trupp családi bábszínháznak. 2008-tól 2011-ig művészeti vezetője és színésze a pécsi Bóbita Bábszínháznak. A 2017/18-as évadban a debreceni Vojtina Bábszínház tagja.
2020-tól a szegedi Kövér Béla Bábszínház művészeti vezetője.
2008-tól a Magyar Bábművészek Szövetségének elnökségi tagja.

## Rendezései
- Andersen, Schneider Jankó - Pöttöm Panna (Bóbita Bábszínház, Pécs)
- Marta Gusniowska, Schneider Jankó - Aki (Színészképzés OSZIP, Pécs)
- Schneider Jankó - Rózsa Sándor tréfája (Kövér Béla Bábszínház, Szeged)
- Schneider Jankó - A kismalac és a farkasok (Harlekin Bábszínház, Eger)
- Marta Gusniowska, Schneider Jankó - Ha lúd, legyen kövér! (Kövér Béla Bábszínház, Szeged)
- Ulrich Hub, Schneider Jankó - Nyolckor a bárkán (Trepp Platform, Pozsony)
- Schneider Jankó, Czéh Dániel - Patkó Bandi (KL Színház, Balatonhenye)
- Guus Kuijer, Schneider Jankó - Minden dolgok könyve (Színészképzés OSZIP, Pécs)
- Otfried Preuβler, Schneider Jankó - A kis boszorkány (Griff Bábszínház, Zalaegerszeg)
- Dunajcsik Mátyás, Schneider Jankó - A Szemüveges Szirén /felújítás/ (Kövér Béla Bábszínház, Szeged)
- Veres András - Vitéz László - Malombonyodalom (Vojtina Bábszínház, Debrecen)
- Schneider Jankó – Robin Hood (Kövér Béla Bábszínház, Szeged)
- Dániel András, Schneider Jankó - Egy kupac kufli (Kövér Béla Bábszínház, Szeged)
- Kiss Ottó, Schneider Jankó, Nagy Viktória Éva - Léghajó a Bodza utcában (Napsugár Bábszínház, Békéscsaba)
- Otfried Preuβler, John Von Düffel, Papp Melinda, Schneider Jankó - Torzonborz és a holdrakéta (Bóbita Bábszínház, Pécs)
- Timo Parvela, Schneider Jankó - Mérleghinta (Kövér Béla Bábszínház, Szeged)
- Markó Róbert -  A kisgömböc  (KL Színház, Győr)
- Otfried Preuβler, Schneider Jankó - A kis boszorkány (Kövér Béla Bábszínház, Szeged)
- Kenneth Grahame, Nagy Viktória Éva - Békavári uraság és barátai (Harlekin Bábszínház, Eger)
- Václav Čtvrtek, Gimesi Dóra - Rumcájsz (Budapest Bábszínház)
- Schneider Jankó – Rejtelmes erdő (Ziránó Színház, Hottó)
- Dunajcsik Mátyás, Schneider Jankó – A szemüveges szirén (Kövér Béla Bábszínház, Szeged)
- Schneider Jankó – Robin Hood (Bóbita Bábszínház, Pécs)
- Kiss Ottó, Schneider Jankó, Nagy Viktória Éva – Léghajó a Bodza utcában (Griff Bábszínház, Zalaegerszeg)
- Romhányi József, Markó Róbert – Mekk Elek, ezermester (Vaskakas Bábszínház, Győr)
- Andrew Lang, Schneider Jankó, Nagy Viktória Éva – Mamlasz királyság krónikája (Kabóca Bábszínház, Veszprém)
- Wilhelm Busch, Schneider Jankó, Nagy Viktória Éva – Max és Móric (Ciróka Bábszínház, Kecskemét)
- Arany János – A Jóka ördöge (Vojtina Bábszínház, Debrecen)
- Michael Ende, Schneider Jankó, Nagy Viktória Éva – Történet a tálról és a kanálról (Harag György Társulat Brighella Bábtagozata, Szatmárnémeti)
- Otfried Preußler, Papp Melinda, Schneider Jankó, Nagy Viktória Éva – Torzonborz 2. – Torzonborz visszatér (Bóbita Bábszínház, Pécs)
- Szabó Attila – Autósmese (Hepp Trupp, Debrecen)
- Paul Maar, Schneider Jankó, Nagy Viktória Éva – Tessék engem megmenteni! (Vojtina Bábszínház, Debrecen)
- Pierre Gripari, Schneider Jankó, Hell Krisztina – Az előszobaszekrény boszorkánya (Vojtina Bábszínház, Debrecen)
- Boráros Milada – Nanga és az elefántgyerekek (Griff Bábszínház, Zalaegerszeg)
- Homérosz, Khaled-Abdo Szaida, Schneider Jankó – Trója (tantermi rendhagyó irodalom óra) (Mesebolt Bábszínház, Szombathely)
- Otfried Preußler, Papp Melinda, Schneider Jankó – Torzonborz, a rabló (Bóbita Bábszínház, Pécs))
- Gerlóczy Márton – A csemegepultos naplója (bábos rendezőként Göttinger Pál mellett) (Orlai Produkció)
- Kolozsi Angéla – Unokák a polcon (Budapest Bábszínház)
- Nagy Viktória Éva, Schneider Jankó – Kalózkaland (Vojtina Bábszínház, Debrecen)
- Szabó Attila – Autósmese (Kabóca Bábszínház, Veszprém)
- PLÁZS (Mesebolt Bábszínház, Szombathely)
- Berg Judit – Mesék a Tejúton túlról (ősbemutató) (Aranyszamár Színház, Budapest)
- Weöres Sándor, Kovács Gábor – Bolond Istók (ősbemutató, színházavató előadás) (Bóbita Bábszínház, Pécs)
- Tamkó Sirató Károly verseiből – Tengerecki Pál (Kabóca Bábszínház, Veszprém)
- Berze Nagy János, Schneider Jankó, Nagy Viktória Éva – A bűbájos lakat (Bóbita Bábszínház, Pécs)
- Nagy Viktória Éva, Schneider Jankó – Hófehérke (Bóbita Bábszínház, Pécs)
- Charles Perrault, Schneider Jankó, Nagy Viktória Éva – Csizmás kandúr (a Bábszínház 60. születésnapi előadása) (Budapest Bábszínház)
- Schneider Jankó, Nagy Viktória Éva – A 3 kismalac és a farkasok (Nagy Viktória Évával közösen) (Bóbita Bábszínház, Pécs)
- Schwajda György – Lúdas Matyi (Bóbita Bábszínház, Pécs)
- Schneider Jankó – Agyagba zárt mesék (tantermi fazekas kézműves előadás) (Griff Bábszínház, Zalaegerszeg)
- Benjamin Britten, Eric Crozier – A kis kéményseprő (Harlekin Bábszínház, Eger)

## Szerepei

### 2020-
Kövér Béla Bábszínház – igazgató: Kiss Ágnes
- Varsányi Péter, Hajós Zsuzsa - Patkányfogó projekt
- Schneider Jankó – Robin Hood

### 2011–2021
Hepp Trupp Családi Bábszínház – Nagy Viktória Éva és Schneider Jankó
- Boráros Milada, Nagy Viktória Éva és Schneider Jankó – Jancsi és Juliska édes álma – Jancsi, Apa (r.: Boráros Milada és a Hepp Trupp)
- Szabó Attila – Autósmese – Toda mester (r.: Schneider Jankó)
- Kolozsi Angéla – Bódog és Szomorilla – Bódog (r.: Kolozsi Angéla)
- Schneider Jankó, Nagy Viktória Éva – A 3 kismalac és a farkasok (Nagy Viktória Éva, Schneider Jankó)
- Sőregi Melinda – Mátyás király asztalánál – Játszó (r.: Nagy Viktória Éva)

### 2017–2018
Vojtina Bábszínház – igazgató: Asbóth Anikó
- Gimesi Dóra - Óriásölő Margaret - Simon (r.: Gimesi Dóra) - Vojtina Bábszínház
- Galuska László Pál – Madarak voltunk – Cirkuszigazgató, Szipirtyó néne, Ördög, Farkas (r.: Kovács Géza) – Vojtina Bábszínház
- Dió Zoltán, Róbert Júlia – Mágyika avagy az ördögök könyve – Garabonciás (r.: Dió Zoltán) – Vojtina Bábszínház
- Carlo Collodi, Perényi Balázs – Pinokkió – Gepetto, Tűznyelő, Róka (r.: Perényi Balázs) – Vojtina Bábszínház
- Markó Róbert – Szerencsés János – Szerencsés János (r.: Markó Róbert) – Vojtina Bábszínház
- Paul Maar, Nagy Viktória Éva, Schneider Jankó – Tessék engem megmenteni! – Szörny (r.: Schneider Jankó) – Vojtina Bábszínház
- Szálinger Balázs – Rigócsőr király – Rigó (r.: Veres András) – Vojtina Bábszínház
- Szabó Magda, Khaled-Abdo Szaida – Tündér Lala – Amalfi kapitány (r.: Bereczki Csilla) – Vojtina Bábszínház
- Kolozsi Angéla – Szélike királykisasszony – Bencepapa, Villámgyors, Hegyhordó, Fúvó, Jóltaláló, Mindenthalló (r.: Nagy Viktória Éva) – Vojtina Bábszínház
- Nagy Viktória Éva és Schneider Jankó – Kalózkaland – Apuka (r.: Schneider Jankó) – Vojtina Bábszínház
- Kolozsi Angéla – A farkas és a hét kecskegida – Előd (r.: Kuthy Ágnes) – Vojtina Bábszínház
- Kovács Géza – Batu-tá kalandjai – egyszemélyes kesztyűsbáb előadás (r.: Kovács Géza) – Vojtina Bábszínház

Egyéb
- Gimesi Dóra – Selyemakvárium – (r.: Schermann Márta) – Csili Művelődési Központ
- XIX. Europa Cantat Pécs – óriásbábos performance
- Tasnádi István – Lúdas Matyi – Lúdas Matyi (r.: Fige Attila) – Budapest Bábszínház
- Boldog képek – Legény (r.: Bartal Kiss Rita) – Vojtina Bábszínház

### 2008–2011
Bóbita Bábszínház – igazgató: Sramó Gábor
- Weöres Sándor, Kovács Gábor – Bolond Istók – Bolond Istók (r.: Schneider Jankó)
- Szabó Attila – Világgá mentem, jaj! – Veréb (r.: Bartal Kiss Rita)
- Kocsis Rozi – A jóságos óriás – A jóságos óriás (r.: Sramó Gábor)
- Gimesi Dóra – Sárkánykirály palotája – Boldizsár (r.: Kuthy Ágnes)
- Schwajda György – Lúdas Matyi – Döbrögi, Ispán (r.: Schneider Jankó)
- Arany János – Jóka ördöge – Jóka (r.: Sramó Gábor)
- Nagy Viktória Éva és Schneider Jankó – A 3 kismalac és a farkasok – Farkas (r.: Nagy Viktória Éva és Schneider Jankó)

Színikritikusok Díja Gála – 2010
- Sőregi Melinda – Mátyás király asztalánál – Játszó (r.: Nagy Viktória Éva) – Hepp Trupp és Bárka Színház közös produkciója
- Lázár Ervin, Szabó Attila – Masoko Köztársaság – Lázár Ervin (r.: Szabó Attila) – Teatrino Kisszínpad

### 2006–2008
Budapest Bábszínház – igazgató: Meczner János
- Oscar Wilde, Gerevich András – Csillagfiú – Vakond (r.: Tengely Gábor),
- Carlo Gozzi, Nánay István – Szarvaskirály – Deramo (r.: Balogh Géza)
- Vörös Róbert – Sade Márki 120 napja – Pribék (r.: Alföldi Róbert)
- Varró Dániel – Túl a Maszat Hegyen – Pacakikiáltó (r.: Kovács Géza)
- Homérosz, Garaczy László – Odüsszeusz – Hermész (r.: Valló Péter)
- William Shakespeare – Szentivánéji álom – Zuboly (r.: Josef Krofta)
- J. M. Barrie, Háy János – Péter Pán – Péter Pán (r.: Kovács Géza)

Egyéb
- Szabó Attila – Dido és Pauline – Dido (r.: Szabó Attila) – Teatrino Kisszínpad
- Kéri Kitty – Kalandra fel! – Kacsa (r.: Király Attila) – Orlai Produkció

### 2004–2006
Griff Bábszínház' – igazgató: Kovács Géza
- Agyagba zárt mesék – Játékmester (r.: Schneider Jankó)
- Rudyard Kipling, Szász Ilona – A Dzsungel Könyve – Maugli, Farkas Apó (r.: Kovács Géza)
- Tomi Ungerer, Király Levente – Kutyaélet – Vakarcs (r.: Bartal Kiss Rita)
- Szperanszkij – Világszépe – Kova és Tapló, Cár (r.: Kovács Géza)
- Borbély Szilárd – Míg alszik szívünk Jézuskája – Heródes (r.: Rumi László)
- Kovács Ildikó – Hófehérke – minden férfi karakter (r.: Kovács Ildikó)

Egyéb
- Goldoniáda – Arlecchino (r.: Szabó Attila) – Oberon Társulat
- Háromhetes dél-koreai turné – Világfa – Játszó – (r.: Kovács Géza) – Maskarás Céh

### 2000–2004
Színház- és Filmművészeti Egyetem – Meczner János és Csizmadia Tibor osztály
- Pilinszky János – Aranymadár – Játszó (r.: Lénárt András)
- Somogyi lakodalmas – Vőfély (r.: Erdős István)
- Kenneth Grahame – Szellő a füzesben – Varangy (r.: Czajlik József)
- Cyril Tourner – A bosszúálló tragédiája – Spurio, a fattyú (r.: Alföldi Róbert)
- Jan Potocki – Parádék – Arlecchino (r.: Wieslaw Czolpinsky)
- Schubertiáda – Bábos (r.: Almási-Tót András)
- Muszorgszkij, Ravel – Egy kiállítás képei – Bábos (r.: Ács János)
- Rumi László – Csipkerózsika – Udvari bolond (r.: Rumi László)
- Carlo Goldoni – A hazug – Lelio, a hazug (r.: Fodor Tamás)

Egyéb
- Magyar Ágnes – Bábel – Lucifer (r.: Sramó Gábor) – Bóbita Bábszínház
- Bulgakov – Mester és Margarita – Azazello és Sztravinszkij doktor (r.: Stacy Klein) – Double Edge Theatre
- Cervantes – Don Quiote-jén alapuló The UnPossessed – Ceremóniamester (r.: Stacy Klein) – Double Edge Theatre, Ashfield, Massachusetts, Amerika
- Weöres Sándor – Holdbeli Csónakos – Bábos (r.: Valló Péter) – Nemzeti Színház
- Kárpáti Péter – Miaszerelem – Szabó Vince (r.: Szabó Attila) – Oberon Társulat
- Regejáró nevű interaktív játszótér játékmestere.

### 1998–2000
Bóbita Bábszínház – igazgató: Sramó Gábor
- Vajda Zsuzsanna – Mecseki mondák – Játszó (r.: Vajda Zsuzsanna)
- Szász Ilona – Rabló-Pandúr – Vándordiák (r.: Sramó Gábor)
- Kovács Géza – Rőt Szakáll – Részeg angyal (r.: Kovács Géza)
- Magyar Ágnes – Sárkányölő Vitéz Miklós – Sárkányölő Vitéz Miklós (r.: Sramó Gábor)
- Pavel Vasicek – Aladdin és a bűvös lámpa – Aladdin (r.: Vas-Zoltán Iván)
- Szász Ilona – Tótágas, vagy bolond mesék- Mihók (r.: Bartal Kiss Rita)
- Medve és a szántóvető – (Bolgár mesék) – Komédiás (r.: Kovács Géza)
- Petőfi Sándor – János Vitéz – Francia király (r.: Bagossy László sen.)

Egyéb
- Krzysztof Rau workshop – Vaskakas Bábszínház
- Jean Anouilh – A Pacsirta – Cauchon – (r.: Laure-Marie La Font) – Tata

## Tervezések
- A Szemüveges Szirén (díszlet) (Kövér Béla Bábszínház, Szeged)
- Túl a Maszat-hegyen (Szigligeti Színház – Lilliput Társulat, Nagyvárad)
- A Jóka ördöge (Vojtina Bábszínház, Debrecen)
- Kartonálom Tartományom – önálló kiállítás (Vojtina Bábszínház, Debrecen)
- Történet a tálról és a kanálról (díszlet) (Harag György Társulat Brighella Bábtagozata, Szatmárnémeti)
- Az előszobaszekrény boszorkánya (Vojtina Bábszínház, Debrecen)
- Az ablak (Bóbita Bábszínház, Pécs)
- A kiskakas gyémánt félkrajcárja (Csodamalom Bábszínház, Miskolc)
- Piroska&Farkas/Crvenkapica i Vuk (Dečje Pozorište, Szabadka)
- Mesék a Tejúton túlról (ősbemutató) (Aranyszamár Színház, Budapest)

## Díjak
- Márciusi Ifjak Díj – állami kitüntetés (2010)
- Magyar Bábművész Szövetség díja (2016) a Torzonborz visszatér és a Tessék engem megmenteni! című darabok rendezéséért
- Kemény Henrik-díj (2018) a Szerencsés János, avagy az ördög három aranyhajszála című előadásban nyújtott színészi teljesítményéért
- A 3 kismalac és a farkasok (2011; írta, rendezte: Nagy Viktória Éva, Schneider Jankó)
  - V. Gyermekszínházi Szemle – Marczibányi Téri Művelődési Központ díja és „A műfaj kimagasló előadása” diploma
  - legjobb színészi díj – Szabadka, a 16. Nemzetközi Gyermekszínházi Fesztivál (Szerbia)
  - színészi díj – Katowicei Nemzetközi Bábfesztivál (Lengyelország)
  - legjobb előadás díja – 19. Kotori Gyermekszínházi Fesztivál (Montenegro)
- Bódog és Szomorilla (2012; írta: Kolozsi Angéla, rendezte: Kolozsi Angéla, Nagy Viktória Éva, Schneider Jankó)
  - VI. Kaposvári Nemzetközi Gyermek- és Ifjúsági Színházi Biennálé gyerekszínházi előadások kategóriájának fesztiváldíja
- Batu-tá kalandjai (2012; egyszemélyes kesztyűs, vásári bábjáték, rendezte: Kovács Géza)
  - Michel Indali-díj – XXIII. Kolibri Évadnyitó Fesztivál, 2014
  - legjobb férfi alakítás díja – XII. Kolozsvári Puck Báb- és Marionettszínházak Nemzetközi Fesztiválja
- Történet a tálról és a kanálról (2017; rendezte, tervezte: Schneider Jankó, írta: Schneider Jankó, Nagy Viktória Éva)
  - legjobb előadásnak járó díj, pedagógus zsűri díj a Szatmárnémeti Bábszínház – Fux Feszt – az Erdélyi Magyar Hivatásos Bábszínházak Fesztiválja, Nagyvárad, 2017
  - legjobb rendezésért, dramaturgiáért járó díj – XVI. Puck Báb- és Marionettszínházak Nemzetközi Fesztiválja, Kolozsvár, 2017